# Équipe continentale
Une équipe continentale est une équipe de cyclisme sur route participant à des épreuves des circuits continentaux de cyclisme, enregistrée auprès de l'Union cycliste internationale, et reconnue et certifiée par la fédération nationale de la nationalité de la plupart de ses coureurs.
Cette catégorie d'équipe cycliste existe depuis la réforme de l'Union cycliste internationale de 2005 créant l'UCI ProTour et les circuits continentaux. Deux autres catégories d'équipes sont issues de cette réforme : équipes ProTour et les équipes continentales professionnelles.

## Évolution
Ci-dessous l'évolution des divisions des équipes du cyclisme sur route international masculin.
| Années      | Première division | Deuxième division                   | Troisième division  |
| ----------- | ----------------- | ----------------------------------- | ------------------- |
| Avant 2005  | Groupe Sportif I  | Groupe Sportif II                   | Groupe Sportif III  |
| 2005-2014   | UCI ProTeam       | équipe continentale professionnelle | équipe continentale |
| 2015-2019   | UCI WorldTeam     | équipe continentale professionnelle | équipe continentale |
| Depuis 2020 | UCI WorldTeam     | UCI ProTeam                         | équipe continentale |

## Réglementation

### Statut et enregistrement
« Une équipe continentale [...] est une équipe de coureurs sur route reconnue et certifiée par la fédération nationale de la nationalité de la plupart de ses coureurs pour participer aux épreuves des calendriers internationaux route ». Elle est enregistrée pour une année, du 1er janvier au 31 décembre. Elle porte le nom de la société ou de la marque du principal partenaire, ou des deux principaux partenaires, ou de l'un des deux. Sa nationalité est déterminée par la nationalité de la majorité de ses coureurs.

### Composition d'une équipe continentale
Une équipe continentale est « constituée par l'ensemble des coureurs enregistrés auprès de l'UCI comme faisant partie de son équipe, du représentant de l'équipe, des sponsors et de toutes autres personnes contractées par le représentant ou le sponsor pour assurer de façon permanente le fonctionnement de l'équipe ».
Une équipe continentale doit compter 8 à 16 coureurs, professionnels ou pas, des catégories élites ou moins de 23 ans. Elle peut toutefois compter un maximum de quatre coureurs supplémentaires spécialisés dans d'autres disciplines (cyclo-cross, VTT, course aux points, scratch, poursuite, vitesse, américaine), à condition que ces coureurs aient figuré parmi les 150 premiers du classement final UCI de leur discipline lors de la saison précédente,. La majorité des coureurs doit avoir moins de 28 ans.

### Compétitions
Les équipes continentales ne peuvent pas participer aux courses de l'UCI World Tour. Des coureurs d'équipes continentales peuvent toutefois faire partie d'une équipe nationale participant à une « épreuve jugée d'importance stratégique pour le développement du cyclisme » dans leur pays.
Les équipes continentales peuvent prendre part aux épreuves des circuits continentaux de cyclisme. Enfin, les équipes continentales peuvent participer aux courses des calendriers nationaux, ce qui n'est pas le cas des UCI WorldTeams et des UCI ProTeams.